# Personaggi di Hellsing

Alucard nella serie animata OAV Hellsing Ultimate.

Questa è la lista dei personaggi di Hellsing, manga di Kōta Hirano. Gli stessi compaiono anche nelle due serie televisive anime da esso tratte e nei media derivati.
La serie si svolge principalmente nel Regno Unito, che si troverà sotto l'attacco di un esercito di non-morti nazisti sopravvissuti alla fine della seconda guerra mondiale. Hellsing è un'organizzazione paramilitare di matrice religiosa, il cui scopo è proteggere l'impero da minacce di natura soprannaturale. La direzione è affidata da generazioni agli eredi del fondatore Abraham Van Helsing, l'uomo che sconfisse e soggiogò il leggendario vampiro Dracula. Nel presente a dirigere Hellsing è Integra Hellsing, mentre il conte, ribattezzatosi Alucard, costituisce l'arma più potente al servizio dell'organizzazione. Hellsing è contrastata da Millennium, un gruppo di ricerca costituito da gerarchi nazisti emigrati in Sud America e dedito allo studio dei vampiri e dell'occulto. Guidato dal Maggiore, Millennium orchestra un attacco a Londra per mano di un esercito di soldati vampiri. Tra le due fazioni agisce Iscariota, un ordine segreto di assassini al servizio del Vaticano con il compito di combattere il soprannaturale; Enrico Maxwell ne è il leader e Alexander Anderson, un paladino della fede con sorprendenti abilità rigenerative, il suo membro più forte.

## Hellsing

### Alucard
Alucard (アーカード?, Akādō) è il protagonista della serie, un vampiro di 567 anni e l'identità sotto cui si nasconde il conte Dracula. La sua storia inizia verso la fine dell'Ottocento, quando Van Hellsing lo sconfisse. Per più di un secolo la famiglia Hellsing eseguì degli esperimenti su di lui, accrescendo e mettendo sotto controllo i suoi poteri, tramite dei sigilli. Divenne così un servitore degli uomini, eseguendo gli ordini del Master di Hellsing e ribattezzandosi Alucard: Dracula letto al contrario.
È solito combattere con due pistole automatiche: una cromata, la Joshua, che in realtà nella serie OAV così come nel manga viene solo chiamata Casull e non ha un nome vero e proprio, caricata con proiettili esplosivi calibro 454 Casull rivestiti d'argento della croce di Lanchester; e una nera, la Jackal, armata con sei proiettili fatti su misura, dotati di nucleo esplosivo NNA9, involucro in puro argento Macedonium e spolette al mercurio benedette. Spesso attacca anche a mani nude, trapassando il petto dell'avversario oppure lacerandolo in vari punti. Le abilità di Alucard sono pressoché illimitate: può assumere qualsiasi forma, diventare nebbia, attraversare superfici solide, assoggettare le menti dei più deboli, rigenerarsi all'istante ma soprattutto possiede una forza senza pari e sembra non possa essere ucciso. Molte volte si parla di lui come un essere immortale, quando in realtà non lo è per sua stessa ammissione.
I sigilli che limitano i suoi poteri sono quattro, e i primi tre può rimuoverli lui stesso se necessario. Nel manga, e negli OAV, vengono rimossi sempre assieme e gli permettono di sprigionare i suoi poteri ed evocare quelli che lui definisce "famigli demoniaci". Tuttavia il suo vero potenziale è visibile quando viene rimosso anche l'ultimo sigillo, ma, visto l'enorme potere di cui godrebbe, al vampiro è preclusa la possibilità di farlo; l'unico con questa prerogativa è il suo Master, in questo caso Integra. È doppiato in giapponese da Jōji Nakata e in italiano da Roberto Pedicini (Hellsing) e Lorenzo Scattorin (Hellsing Ultimate).

### Seras Victoria
Seras Victoria (セラス・ヴィクトリア?, Serasu Vikutori) è la protagonista femminile della serie, una giovane e affascinante agente di polizia che viene trasformata in vampira all'inizio della storia e funge in seguito da assistente di Alucard. Seras è una ragazza coraggiosa, e spesso mette in discussione ordini che cozzano con i suoi principi. Se il suo comandante si è tuttavia meritato il suo rispetto, si dimostra un soggetto diligente e preciso. Nonostante sia diventata una vampira, la ragazza non si rassegna subito alla sua nuova vita. Tuttavia, durante le battaglie la sua parte letale e sanguinaria emerge, portandola a massacrare con grande piacere i suoi spietati nemici. È solita combattere con fucili mitragliatori di vario tipo oppure con l'Halconnen, un cannone antimostro calibro 30 mm che sfrutta proiettili all'uranio impoverito o proiettili anticarro incendiari.
Originariamente membro della squadra di forze speciali della polizia D11, Seras è coinvolta nell'attacco di un sadico vampiro, il prete di Cheddar. Rimasta l'unica superstite della sua squadra, viene presa in ostaggio dallo stesso vampiro nel tentativo di stuprarla e ucciderla all'arrivo di Alucard, giunto sul luogo per ordine di Integra per uccidere la creatura. Per eliminare l'avversario, Alucard gli spara, ferendo al contempo mortalmente la ragazza, ma facendola rinascere come Draculina, una creatura la cui natura è per metà umana e metà vampiro, con la possibilità di trasformarsi completamente in vampiro bevendo sangue di propria spontanea volontà. Seras entra quindi a far parte di Hellsing e accompagna Alucard nel corso delle sue missioni.
In uno di questi scontri, viene quasi uccisa da Alexander Anderson, membro di Iscariota, ma l'intervento tempestivo di Integra e Alucard placa la furia del sicario. Durante l'attacco di un gruppo di ghoul, capitanati dai fratelli Valentine, Luke e Jan, Seras è presa per la prima volta da una sete di sangue, e massacra tutti i suoi avversari prima di essere fermata da Integra. In seguito fa la conoscenza di Pip Bernadotte, un mercenario arruolato da Hellsing, per il quale prova attrazione. Durante l'attacco dei vampiri nazisti del Millennium a Londra, Seras, Pip e alcuni mercenari fronteggiano la terribile Zorin Blitz, la quale uccide sadicamente molti mercenari, mutila gravemente la povera Seras (fino a farle perdere il braccio sinistro e gli occhi) e colpisce mortalmente Pip con una falce. Con un gesto disperato, Seras beve quindi il sangue dell'unico uomo che abbia mai amato, diventando così una vera vampira, e coi suoi nuovi poteri sconfigge e uccide facilmente Zorin. In seguito, grazie a un'otturazione in argento, Seras riesce ad avere la meglio anche sul Capitano, uno dei fedeli assistenti del malvagio Maggiore. Passati trent'anni, Seras è diventata la fidata guardia del corpo di Integra Fairbrook Wingates Hellsing, ormai invecchiata. È doppiata in giapponese da Fumiko Orikasa e in italiano da Debora Magnaghi.

### Integra Hellsing
Integra Fairbrook Wingates Hellsing (インテグラル・ファルブルケ・ウィンゲーツ・ヘルシング?, Integuraru Faruburuke Wingētsu Herushingu) è l'ultima erede della famiglia Hellsing, la direttrice dell'organizzazione Hellsing e l'attuale padrona di Alucard. È una donna tenace e fiduciosa dei suoi mezzi, con un profondo senso del dovere e un'incrollabile lealtà alla sua casata e alla regina. Prese il potere da ragazzina, quando il padre morì e lo zio Richard tentò di liberarsi di lei per assumere il ruolo di capofamiglia. In quella stessa occasione, liberò a sua insaputa Alucard, recluso nei sotterranei nei quali si era nascosta per sfuggire allo zio: infatti, quest'ultimo ferì la ragazzina e il suo sangue risvegliò il vampiro, che la salvò e si mise al suo servizio. È legata ad Alucard da un rapporto profondo, che va oltre l'apparente dinamica tra servo e padrone, che è un misto di fiducia, ammirazione e timore. È doppiata in giapponese da Yoshiko Sakakibara e in italiano da Cinzia De Carolis (Hellsing) e Cinzia Massironi (Hellsing Ultimate).

### Walter C. Dornez
Walter C. Dornez (ウォルター・C・ドルネーズ?, Worutā Kumu Dorunēzu) è il maggiordomo della famiglia Hellsing e un membro dell'organizzazione. In gioventù era bellicoso, egoista, arrogante, irascibile, e quasi sadico nel suo amore per la battaglia; da anziano maggiordomo appare invece gentile, posato, efficiente e protettivo nei confronti della sua padrona. Pur essendo un umano, Walter possiede eccezionali abilità di combattimento alla pari di molti esseri soprannaturali. La sua velocità e agilità sono di particolare rilievo, rendendolo in grado di schivare pallottole sparate verso di lui. Le sue armi da combattimento sono un insieme di fili mono-molecolari molto lunghi e affilati come rasoi, che controlla come se fossero estensioni del suo corpo. I fili sono abbastanza affilati da tagliare l'acciaio e il cemento, ma all'occorrenza Walter può usarli per legare e trattenere gli obiettivi senza danneggiarli.
Nato attorno al 1930, Walter ha vissuto con la famiglia Hellsing forse per tutta la vita. Come raccontato in Hellsing: The Dawn, a quindici anni Walter accompagnò Alucard nell'assalto al quartier generale di Millennium a Varsavia, durante la seconda guerra mondiale, ponendo fine al primo tentativo dell'organizzazione di creare un esercito di soldati vampiri. Le sue capacità vennero però notate dal Maggiore, che lo convinse a passare dalla sua parte e di rimanere all'interno di Hellsing come infiltrato. Nel presente, Walter serve principalmente come maggiordomo di Integra e rifornisce Alucard e Seras Victoria di armi per le loro missioni. Tuttavia, è ancora uno dei più capaci combattenti operativi dell'organizzazione, combinando agilità e fili mono-molecolari con incredibile abilità e precisione.
Nonostante sembri prendere con filosofia la vecchiaia, egli mal sopporta la sua età avanzata e invidia ad Alucard la sua eterna giovinezza. Durante l'attacco di Millennium a Londra, quindi, in ricompensa per il suo tradimento, è trasformato in vampiro da Doc, riacquistando l'aspetto e il vigore che aveva da giovane e migliorando al contempo la sua abilità con i fili. Anche se il suo nuovo corpo è molto più potente, esso ha subito troppi interventi, condannando Walter a una rapida morte. Egli approfitta però di quest'ultima occasione per affrontare Alucard, il quale è tuttavia obliterato da Schrödinger. Entrato nel dirigibile del temibile Maggiore, Walter uccide Doc, prima di essere a sua volta consumato tra le fiamme causate dall'esplosione del veicolo. È doppiato in giapponese da Motomu Kiyokawa, Daisuke Namikawa da giovane e Romi Park da bambino e in italiano da Dario Penne (Hellsing) e Riccardo Rovatti (Hellsing Ultimate).

### Pip Bernadotte
Pip Bernadotte (ピップ・ベルナドット?, Pippu Berunadotto) è il capo dei Wild Geese, mercenari assoldati da Hellsing per sostituire le guardie della sicurezza uccise nella magione per mano dei fratelli Valentine. Appartenente da generazioni a una famiglia di mercenari, prova una profonda simpatia per l'attraente Seras Victoria, un grande sentimento che in seguito si trasformerà in affetto vero e proprio. Durante l'assedio di Zorin Blitz alla residenza Hellsing, appare evidente l'affetto che nutre per la ragazza, al punto tale da sacrificarsi per salvarle la vita. Prima di morire, l'uomo bacerà per la prima e unica volta la ragazza vampira, dando un'ulteriore dimostrazione del suo amore per lei. Bevendo il sangue di Pip, Seras diventa a tutti gli effetti un membro della stirpe dei vampiri. La ragazza porta dentro di sé l'anima dell'uomo che abbia mai amato, che non esiterà a correre in suo aiuto durante lo scontro con il Capitano (uno degli assistenti del Maggiore), permettendole di uscirne vincitrice. È doppiato in giapponese da Hiroaki Hirata e in italiano da Maurizio Merluzzo.

### Arthur Hellsing
Arthur Hellsing (アーサー・ヘルシング?, Āsā Herushingu) è il padre di Integra e il secondo padrone di Alucard. È il protagonista della spedizione in Polonia, a Varsavia durante la seconda guerra mondiale nel settembre 1944 contro il Millennium, guidato dal Maggiore. È affiancato da un giovane Lord Island, futuro leader della Tavola Rotonda. Anni dopo, Arthur muore per malattia, lasciando la guida della famiglia alla sua unica erede, Integra.

## Millennium

### Maggiore
Il Maggiore (少佐?, Shōsa) è il principale antagonista della serie, e lo strategico leader supremo del Millennium, e arcinemico di Sir Integra Hellsing e di Alucard. Non compare mai nella prima serie animata, dove viene invece sostituito dall'Incognito. Mentre in passato lo si è visto indossare un uniforme nazista, nel presente veste sempre un abito completamente bianco molto elegante, carismatico, tenebroso e inquietante, e il suo aspetto è basso e grassottello. Riceve l'ordine direttamente dal Führer di creare una sezione adibita alle ricerche sul soprannaturale, in particolare nel campo dei non-morti. Il progetto è di massima segretezza e il Maggiore prende alla lettera l'incarico. Attorniato da Doc e dai werwolf, manda avanti il progetto, anche dopo la sconfitta subita per mano di Hellsing nel 1944. Ha una profonda repulsione per Alucard e ciò che rappresenta definendolo un abominio, un mostro che si veste da uomo. Il Maggiore è un uomo puramente malvagio, e desidera ardentemente una grande guerra, con un degno nemico-avversario di lui. Il suo sogno è di creare un esercito di vampiri nazisti, approdare a Londra e scatenare l'inferno in terra, affinché la gente ricordi che i fantasmi del passato non sono scomparsi ma sono tornati più forti che mai.
Durante l'esecuzione del suo malvagio piano, il Maggiore affronta Integra e Seras Victoria in una resa dei conti, durante il quale rivela di aver modificato il suo corpo fino a diventare un cyborg, spiegando così come abbia fatto a mantenere un aspetto giovane dopo tanti decenni. In seguito Integra gli spara in testa, tuttavia non muore istantaneamente e prima che il proiettile lo mandi all'altro mondo si concede un'ultima risatina più folle, maniacale e acuta. È doppiato in giapponese da Nobuo Tobita e in italiano da Raffaele Fallica.

### Dottore
Il Dottore, più noto semplicemente come Doc (博士?, Doku), è l'enigmatico e spietato scienziato del Millennium e il servitore più leale del Maggiore. È un uomo alto con indosso sempre un camice insanguinato ed uno strambo paio di occhiali dotato di molte lenti; è lui a portare avanti le ricerche sui non-morti del Millennium per creare i vampiri artificiali tra cui Walter, utilizzando come materiale di partenza LEI, ovvero i resti di Mina Harker, la donna vampirizzata da Dracula prima di essere ucciso da Van Helsing. Viene ucciso alla fine da un Walter ringiovanito, all'interno del dirigibile del Maggiore. È doppiato in giapponese da Hiroshi Naka e in italiano da Matteo Zanotti.

### Capitano
Il Capitano (大尉?, Taii) è il silenzioso e stoico assistente personale del Maggiore, nonché sua guardia del corpo. È un licantropo dotato di poteri paranormali: oltre ad avere capacità fisiche sovrumane ed un discreto potere rigenerante, ha anche la facoltà di cambiare forma e dimensione; inoltre sembra che il suo corpo sia estremamente resistente tanto da sopportare i fili di Walter senza subire troppi danni. Di fisico imponente, vestito con un pesante abito militare, porta con sé due armi da fuoco di grosso calibro, simili a due pistole con una canna molto allungata. Seras Victoria lo affronta in veste di una vera vampira all'interno del dirigibile; essendo un avversario al di sopra delle capacità di Seras, obbliga Pip a intervenire per salvare l'amata. Sarà un dente con un'otturazione d'argento, dato dallo stesso Capitano a Seras e Pip, rivelando il suo desiderio di morire, a portarlo alla sconfitta: durante il combattimento, infatti, Seras e Pip riescono a conficcargli il dente nel cuore, uccidendolo.

### Zorin Blitz
Zorin Blitz (ゾーリンブリッツ中尉?, Zōrin Burittsu) è l'altro primo tenente del Millennium, e arcinemica di Seras Victoria e di Pip Bernadotte. Il suo l'aspetto è quello di una donna mascolina molto muscolosa, dalla pelle grigiastra tatuata, corti capelli rossicci e acuti occhi verdi (quello destro è scuro e più stretto), vestita con una canottiera attillata e pantaloni militari. Porta sempre con sé un'enorme falce, che utilizza come arma primaria. Di personalità sadica, è fortemente devota nei confronti del Maggiore e della sua causa. Incaricata di raggiungere il palazzo Hellsing con un gruppo di uomini ed aspettare i rinforzi per raderlo al suolo, disubbidisce attaccando da sola, pensando di andare incontro ad una facile vittoria ed accaparrarsene i meriti con il Maggiore. Il suo potere è quello di generare illusioni utilizzando i tatuaggi che le ricoprono la metà destra del corpo, in modo da disorientare gli avversari, per poi ucciderli più facilmente. Utilizzando queste illusioni, massacra la maggior parte dei Wild Geese e quasi uccide Seras Victoria, ma il sacrificio di Pip Bernadotte riesce a salvarla. Seras, accecata dal dolore e dalla rabbia per la morte di Pip, ne beve il sangue, diventando così una vera vampira e ribalta la situazione, uccidendo i pochi vampiri nazisti del Millennium rimasti e sconfiggendo facilmente Blitz. Il Maggiore, per via della sua mancata obbedienza e perché è impegnato con un nuovo "giocattolo", lascia morire Zorin per mano di Seras, senza intervenire bruciandola. È doppiata in giapponese da Yōko Sōmi e in italiano da Silvana Fantini.

### Schrödinger
Il maresciallo Schrödinger (シュレディンガー准尉?, Shuredingā jun'i) è un gatto di Schrödinger, asso nella manica del Millennium. All'apparenza infantile e innocuo, ha la facoltà di poter essere dovunque e in nessun luogo muovendosi attraverso il mondo oscuro. Ha l'aspetto di un ragazzo di giovane età con due orecchie da gatto, vestito con un'uniforme della Gioventù hitleriana. Fintanto che il maresciallo è in grado di ritrovare sé stesso, cioè è cosciente di dove la sua essenza si trovi, sebbene il suo corpo sia dilaniato in mille pezzi, può scomparire in un punto e riapparire dall'altra parte del mondo perfettamente integro. È l'ultimo sopravvissuto di Millennium alla fine della storia, come anima divorata da Alucard. Sarà proprio questa sua abilità, o meglio il venire meno di questa, a giocare un ruolo determinate nel piano ideato dal Maggiore per sconfiggere Alucard. È doppiato in giapponese da Ryōko Shiraishi e in italiano da Davide Garbolino.

### Luke e Jan Valentine
Luke (ルーク?, Rūku) e Jan Valentine (ヤン・バレンタイン?, Yan Varentain) sono due membri del Millennium. Pur essendo fratelli, hanno stranamente aspetto e comportamento diametralmente opposti: mentre Jan è rozzo, sboccato e chiassoso, scuro di carnagione, con corti capelli neri e vestito con una tuta, Luke è calmo e contenuto, chiaro di carnagione, dai lunghi capelli biondi e vestito con abiti eleganti. Jan non è nient'altro che un vampiro di infimo livello mentre Luke, oltre ad essere un ufficiale, è un vampiro sopra la media, dotato di un'incredibile velocità nei movimenti. Compaiono nel secondo volume del manga, inviati dal Maggiore direttamente alla magione Hellsing mentre si svolge al suo interno la riunione della Tavola Rotonda, allo scopo di arrecare un pesante attacco al cuore dell'organizzazione. Jan, con i suoi ghoul, si scontra con Walter e Seras Victoria, mentre il fratello si scontra con Alucard. Jan riesce faticosamente ad arrivare alla sala dove si tiene la Tavola Rotonda, trovando però i membri pronti a sparargli, che lo crivellano di proiettili; nello stesso momento Luke viene massacrato facilmente da Alucard, dopo che questi aveva rimosso le sue restrizioni, considerando il suo nemico un degno avversario per la sua rapidità, ma che infine si dichiara profondamente deluso. Successivamente Jan Valentine, in procinto di morire bruciato, per aver oramai fallito totalmente la sua missione, rivela loro l'esistenza del Millennium. Luke è doppiato in giapponese da Takehito Koyasu e in italiano da Patrizio Prata, mentre Jan è doppiato in giapponese da Kazuya Nakai (Hellsing) e Wataru Takagi (Hellsing Ultimate) e in italiano da Leonardo Graziano (Hellsing) e Luca Bottale (Hellsing Ultimate).

### Alhambra Tubalcain
Alhambra Tubalcain (トバルカイン・アルハンブラ?, Tobarukain Aruhanbura) è un sicario del Millennium. Di etnia ispanica, curiosamente in contrasto con gli ideali nazisti dei suoi superiori, è vestito con abiti molto raffinati e si atteggia come un uomo di classe, cosa che gli ha fatto guadagnare il soprannome "Dandyman" ("damerino" in inglese). Probabilmente uno dei vampiri più forti creati dal Millennium, combatte utilizzando come arma delle carte da gioco, che crea e manipola a piacimento rendendole capaci di tranciare in due una persona, provocare danni devastanti e creare copie di se stesso. Le carte inoltre rallentano il rimarginarsi delle ferite, visto che Alucard non riesce a bloccare l'emorragia causata dagli attacchi di Alhambra. Viene inviato in Brasile per scoprire le capacità attuali di Alucard. Attacca il vampiro e Seras Victoria, ma è ucciso da Alucard dopo che questi rilascia le restrizioni dei suoi poteri, che gli spezza una gamba e dilania il braccio sinistro. Bevendo il suo sangue, Alucard scopre che il Millennium non è stato completamente annientato e che il Maggiore è tornato per scatenare una grande guerra. Verrà evocato da Alucard durante la battaglia di Londra, in veste di famiglio. È doppiato in giapponese da Hōchū Ōtsuka e in italiano da Raffaele Farina.

### Rip Van Winkle
Rip Van Winkle (リップヴァーン・ウィンクル中尉?, Rippu vān Winkuru) è il primo tenente, nonché esperta cecchina e pilota, del Millennium. Ha l'aspetto di una donna alta e magra dai lineamenti androgini, con lunghissimi capelli neri e occhi blu, vestita con un doppiopetto e pantaloni blu scuro, e porta un paio di occhiali. Utilizza come arma un moschetto modello Jezail, e ha il potere di pilotarne a piacimento il proiettile dopo averlo sparato, riuscendo così a colpire più bersagli con un solo colpo. Comanda l'attacco alla portaerei russa come primo atto alla conquista dell'Inghilterra intrapresa dalla sua organizzazione. Ha un carattere piuttosto allegro ed esuberante, ma sa essere comunque sadica e spietata quando uccide i suoi avversari; nonostante ciò, si dimostra totalmente terrorizzata da Alucard, arrivando a piangere dalla paura quando se lo troverà davanti. Dopo che il vampiro ha decimato tutti i suoi uomini, la donna si ricompone e lo affronta, ma Alucard la uccide facilmente: dopo aver nullificato il proiettile della sua arma, le conficca il suo stesso fucile nel cuore e le beve il sangue, assorbendo la sua anima. Viene sacrificata senza alcun rimorso da parte del Maggiore, con lo scopo di far allontanare Alucard da Londra in modo da poter attaccare più facilmente la città. Rip Van Winkle diventerà un famiglio di Alucard, il quale la evocherà durante la battaglia finale di Londra. È doppiata in giapponese da Maaya Sakamoto e in italiano da Jenny De Cesarei.

## Sezione Iscariota XIII

### Alexander Anderson
Alexander Anderson (アレクサンド・アンデルセン?, Arekusando Anderusen) è un sacerdote della squadra speciale vaticana Iscariota XIII. È un fervente cattolico che lotta per eradicare il male dalla faccia della Terra. Appare come un prete calmo e raccolto, che si scatena solo in battaglia, contro i suoi nemici, dove appare spietato e fanatico. Molto abile in combattimento, Alexander combatte utilizzando una moltitudine di baionette benedette, che estrae, apparentemente senza limiti, dal suo cappotto. È in grado di lanciare a grandi distanza queste armi che, oltre a tagliare come spade, sono in grado di esplodere. Può inoltre creare barriere per impedire ai vampiri di scappare, ed è in grado di rigenerare le proprie ferite. Abita in Italia, più precisamente a Roma, dove gestisce un orfanotrofio. Nutre un profondo rispetto per Alucard e allo stesso tempo desidera scontrarsi con lui e ucciderlo. Quando Millennium invade Londra, Alexander si reca sul posto insieme ai combattenti di Iscariota. Egli affronta quindi Alucard, ma il divario fra i due è abissale, così il prete si sente costretto a ricorrere al Chiodo di Elena, una sacra reliquia con cui si trafigge il cuore ottentendo immensi poteri al prezzo di trasformarsi in un mostro. Nonostante riesca a mettere Alucard alle strette, Alexander è infine sconfitto dal vampiro. Al momento della sua morte Anderson saluta Alucard, il quale piange lacrime di sangue a causa della scelta del prete di diventare un mostro, con un amen. Saluto che viene ricambiato dal vampiro. È doppiato in giapponese da Nachi Nozawa (Hellsing) e Norio Wakamoto (Hellsing Ultimate) e in italiano da Mario Zucca.

### Enrico Maxwell
Enrico Maxwell (エンリコ・マクスウェル?, Enriko Makusuweru) è l'antagonista secondario della serie, e il fanatico leader della Sezione Iscariota XIII. Figlio di una prostituta, viene accolto fin da ragazzino nell'orfanotrofio di Anderson. Vuole diventare una persona importante, una persona verso la quale tutti debbano portare rispetto, così da far dimenticare il suo passato. Divenuto arcivescovo, viene messo a capo della divisione Iscariota e la sua indole tutt'altro che misericordiosa lo predispone subito a ricoprire quel ruolo. Governato da una profonda sete di potere, pone la sua persona e la sua carriera perfino al di sopra della propria vocazione spirituale. Non esita a ordinare l'eliminazione dei prelati che sono scesi a patti con il Millennium in cambio di favori riguardanti la vita eterna. Nonostante provi una profonda repulsione verso i protestanti, è lui stesso ad andare in aiuto di Hellsing fornendo le informazioni inerenti al Millennium. Consapevole che i nazisti non hanno il Vaticano come obiettivo, trama di soccorrere Hellsing al momento opportuno, per ricevere il suo aiuto nella guerra, ma alla prima occasione decide di far combattere di nuovo la Sezione XIII contro Hellsing. Riceve l'investitura ad arcivescovo nel momento in cui viene autorizzata la crociata: sbarca quindi a Londra con più di tremila soldati il cui unico ordine è uccidere chiunque incontrino, ma quasi metà di loro e lo stesso Maxwell trovano la morte, venendo travolti dall'inarrestabile esercito di Alucard. È doppiato in giapponese da Hideyuki Tanaka (Hellsing) e Shō Hayami (Hellsing Ultimate) e in italiano da Claudio Moneta.

### Yumiko Takagi
Yumiko Takagi (高木 由美子?, Takagi Yumiko) è una suora e una dei tre principali componenti dell'Iscariota. Possiede dentro di sé una seconda personalità di nome Yumie che, a differenza di Yumiko, dolce e gentile, è molto più violenta e crudele; ogni tanto si scambiano e quando prende il sopravvento Yumie, a detta di Maxwell, il suo potere aumenta a dismisura. La sua arma è una katana, dalla quale non si separa mai. Abile di spada, possiede una grande agilità, tanto che riesce a schivare facilmente i colpi dei soldati del Millennium che le vengono sparati contro durante la guerra. Accecata dalla rabbia, cerca di uccidere Walter quando questi fa la sua comparsa calpestando coi piedi ciò che rimaneva di Anderson, ormai dissolto, e offendendo la sua memoria, ma viene fatta a pezzi dal maggiordomo. È doppiata in giapponese da Yūko Kaida.

### Heinkel Wolfe
Heinkel Wolfe (ハインケル・ウーフー?, Hainkeru Ūfū) è un membro di Iscariota. Viaggia vestita da prete, nonostante sia una donna, sempre in compagnia delle sue due pistole e lavora in coppia con l'amica Yumiko. Le due sono le esecutrici delle spedizioni punitive di Maxwell. A differenza di Yumiko, riesce a sopravvivere. La sua intenzione di eliminare Walter per vendicare l'amica uccisa dal maggiordomo viene stroncata sul nascere dall'intervento del Capitano, che con un colpo di arma da fuoco le perfora le guance da parte a parte, sfigurandola. Dopo la sconfitta di Alucard, cerca disperatamente di uccidere Walter oramai ringiovanito all'età di 15 anni, che, nonostante sia stato colpito mortalmente da un colpo sparato dall'iscariota, grazie alla sua nuova natura di vampiro, riesce a fuggire entrando nel dirigibile del Maggiore. In seguito è lei a prendere il posto di Anderson, diventando il nuovo rigeneratore e asso nella manica della Sezione XIII. Dopo trent'anni il suo aspetto rimane lo stesso e ogni ferita ricevuta durante l'assedio di Londra è guarita, tranne quella infertale dal Capitano. È doppiata in giapponese da Mitsuki Saiga e in italiano da Annalisa Longo.

## Personaggi diHellsing: The Dawn

### SHE/LEI
SHE/LEI è Wilhelmina "Mina" Harker, la prima vittima di Dracula i cui resti vengono sfruttati per le ricerche del Millennium. Si scopre infatti che "Lei" è il materiale di ricerca originale su cui tutti i vampiri artificiali del Millennium si basano e su cui sono fondati gli esperimenti di Doc. Perché è attraverso Mina che il sangue di Alucard permane, dato che il conte a fine Ottocento non viene ucciso. Doc cerca quindi, partendo dai resti di Mina, di ricreare un modo per permettere ai nuovi vampiri di superare le classiche debolezze insite nella natura di queste creature. Ecco perché, fra le varie cose, i membri vampiri del Millennium si espongono tranquillamente alla luce del sole, anche in pieno giorno. È l'unico essere al mondo che abbia bevuto il sangue di Alucard, dopo che lui le ha bevuto il sangue, trasformandola in vampiro.

## Personaggi dell'anime

### Peter Fargason
Peter Fargason (ピーター・ファーガソン?, Pītā Fāgason) è un membro dell'organizzazione Hellsing e uno dei mentori di Seras Victoria, insieme ad Alucard, Integra Fairbrook Wingates Hellsing e Walter C. Dornez in cui appare solamente come uno dei protagonisti nella serie anime. Fargason viene drammaticamente ucciso da un soldato verso la fine della serie. È doppiato in giapponese da Unshō Ishizuka e in italiano da Maurizio Scattorin.

### Helena
Helena (ヘレナ?, Herena) è una vampira che sembra una bambina in cui appare solamente come personaggio minore nella serie anime. Tuttavia, la verità è che è stata morsa da un vampiro secoli fa. La sua vera età si riflette nella sua espressione monotona e nella sua voce femminile. Helena risiede in un appartamento a lume di candela pieno di libri. Il suo ruolo nella storia è mostrare a Seras Victoria che i vampiri smettono di invecchiare e quindi si disconnettono dal resto del mondo. Quando l'Incognito arriva in Inghilterra, uccide e divora Helena apparentemente solo per divertimento. È doppiata in giapponese da Akiko Hiramatsu e in italiano da Elisabetta Spinelli.

### Incognito
L'Incognito (インコグニート?, Inkogunīto) è il principale antagonista della serie anime, e un potente e crudele vampiro androgino proveniente dall'Africa, creato utilizzando svariati chip per rendere le persone vampiri e si potenzia ulteriormente in un secondo momento, assorbendo tramite un rito un'antica divinità. Ha un grande talento nell'evocare i demoni e può manifestare in forma fisica i suoi tatuaggi, che usa per tagliare la gente a pezzi. Generalmente usa in combattimento armi da fuoco che evoca dal corpo: un lanciagranate Armscor da 40 mm pieno di granate caricate a spine, ma lo si è visto adoperare anche un grosso mitragliatore Browning calibro. 30 e una mitragliatrice Gatling modificata. Inoltre, nello scontro finale con Alucard, genera una tozza pistola dal braccio. Prova piacere all'idea del dolore, anche e soprattutto quando gli viene inferto. Ha la facoltà di rigenerazione superiore anche al famigerato vampiro Alucard, visto che guarisce dopo essere stato crivellato di pallottole della Jackal, mentre Alucard, per riuscirci, deve assorbire tutto il sangue dei soldati massacrati. Per realizzare il suo malefico piano riguardante la distruzione di Londra, l'Incognito rapisce Sir Integra Hellsing con l'intenzione di usarla come tramite per evocare Seth, il dio della distruzione. La donna, però, non si arrende e ordina ad Alucard di sciogliere le restrizioni dell'ultimo livello dei suoi poteri, ossia il più devastante. L'esercito di creature che l'Incognito utilizza per attaccare Londra sembra composto di ibridi vampiri-licantropi; la maggior parte di loro viene massacrata dalla giovane vampira Seras Victoria. Verrà ucciso da Alucard dopo un duro combattimento finale. Non compare nel manga originale di Kōta Hirano, in cui il suo ruolo viene coperto invece dal Maggiore. È doppiato in giapponese da Takumi Yamazaki e in italiano da Marco Balzarotti.